# IC 4888
IC 4888 је елиптична галаксија у сазвјежђу Телескоп која се налази на листи објеката дубоког неба у Индекс каталогу.
Деклинација објекта је - 54° 27' 23" а ректасцензија 19h 44m 52,2s. Привидна величина (магнитуда) објекта IC 4888 износи 13,7 а фотографска магнитуда 14,7. IC 4888 је још познат и под ознакама ESO 185-12, PGC 63609.